# Tender Mercies
Tender Mercies is een drama film uit 1983 geregisseerd door Bruce Beresford. De hoofdrollen werden gespeeld door Robert Duvall en Tess Harper.
De film werd genomineerd voor vijf Oscars, waaronder de Oscar voor Beste Film. De film wist uiteindelijk twee nominaties te verzilveren. 

## Rolverdeling
| Acteur          | Personage  |
| --------------- | ---------- |
| Robert Duvall   | Mac Sledge |
| Tess Harper     | Rosa Lee   |
| Betty Buckley   | Dixie      |
| Wilford Brimley | Harry      |
| Ellen Barkin    | Sue Anne   |
| Allan Hubbard   | Sonny      |

## Prijzen en nominaties
| Jaar | Prijs                    | Categorie                                 | Genomineerde(n) | Uitslag     |
| ---- | ------------------------ | ----------------------------------------- | --------------- | ----------- |
| 1984 | Academy Awards           | Beste film                                | Beste film      | Genomineerd |
| 1984 | Beste regisseur          | Philip S. Hobel                           | Genomineerd     |             |
| 1984 | Beste acteur             | Robert Duvall                             | Gewonnen        |             |
| 1984 | Beste originele scenario | Horton Foote                              | Gewonnen        |             |
| 1984 | Beste originele nummer   | Austin Roberts en Bobby Hart met Over You | Genomineerd     |             |